# イゴーリ・カイケ・コロナド
イゴーリ・カイケ・コロナド（ポルトガル語: Igor Caique Coronado、1992年8月18日 - ）は、ブラジル・パラナ州・ロンドリーナ出身のサッカー選手。SCコリンチャンス・パウリスタ所属。ポジションはMF。

## クラブ経歴

### イングランド
2007年に15歳でミルトン・キーンズ・ドンズFCの下部組織に加入した。2011年5月7日の最終節で18歳ながらベンチ入りした。
2011-12シーズン開始前にグラスホッパー・クラブ・チューリッヒの下部組織に移籍。その後、バンベリー・ユナイテッドFCに移籍。

### フロリアーナ
2012年11月にフロリアーナFCに移籍。同月10日にリーグ初出場。12月10日に初得点。63試合32得点、うち3回ハットトリックを記録した。

### トラーパニ
2015年8月12日にセリエBのトラーパニ・カルチョに1シーズンの期限付き移籍。2015年9月6日に完全移籍。

### パレルモ
2017年7月11日、同じくセリエBのUSチッタ・ディ・パレルモに4年契約で移籍。8月26日に移籍後初出場。この試合でイリヤ・ネストロフスキの得点をアシストした。初得点は9月9日の試合でエディ・ニャオレのアシストによるものであった。2018年3月25日にハットトリックを記録した。

### シャールジャ
2018年7月にシャールジャFCに完全移籍。

### アル・イテハド
2021年7月にアル・イテハドに完全移籍。2023年2月、2025年まで契約延長した。しかし、契約延長から1年経った2024年2月、母国でプレーするという憧れを抱いていたコロナドの元にコリンチャンスからオファーが届いたため契約を解除した。数日後、サウジ・プロフェッショナルリーグ優勝などに貢献したことが認められクラブから表彰された。

### コリンチャンス
2024年2月16日、初の母国クラブとなるSCコリンチャンス・パウリスタに加入した。

## タイトル
シャルージャ
- UAEプロリーグ : 2018-19
- UAEスーパーカップ : 2019

アル・イテハド
- サウジ・プロフェッショナルリーグ : 2022-23
- サウジ・スーパーカップ : 2022

個人
- マルタ・プレミアリーグ年間最優秀外国人選手 : 2013
- サウジ・プロフェッショナルリーグ月間最優秀選手 : 2021年9月, 2023年3月